# Mazille
Mazille là một xã ở tỉnh Saône-et-Loire trong vùng Bourgogne-Franche-Comté nước Pháp.
Sông Grosne chảy qua xã này.

## Thông tin nhân khẩu
Theo điều tra dân số năm 1999, xã này có dân số 376 người.
Dân số năm 2006 ước khoảng 401 người.